# Нова Барангуловка
Нова Барангу́ловка (рос. Новая Барангуловка) — присілок у складі Тюльганського району Оренбурзької області, Росія.
Стара назва — Новобарангуловка.

## Населення
Населення — 85 осіб (2010; 134 у 2002).
Національний склад (станом на 2002 рік):
- росіяни — 91 %